# Ard Schenk
Ard Schenk (n. 16 septembrie 1944, Anna Paulowna, Olanda de Nord, Țările de Jos) este un patinator de viteză ce a reprezentat Țările de Jos, medaliat olimpic. A participat la 3 ediții ale Jocurilor Olimpice (1964, 1968, 1972) în care a câștigat 3 medalii de aur.